# Johann Rudolf Schneider
Pour les articles homonymes, voir Schneider.
Johann Rudolf Schneider, né le  23 octobre 1804 à Meienried et mort le 14 janvier 1880, est un médecin et une personnalité politique suisse.

## Biographie
Établi dans la ville de Nidau comme médecin, il développe, à la suite des inondations de l'Aar des années 1831 et 1832, une théorie faisant un parallèle entre les mauvaises conditions de santé des habitants de la région et ses crues ; dans cette optique, il préside un comité visant à élaborer des propositions permettant d'éviter ces inondations. Plusieurs de ces propositions seront reprises dans le cadre de la correction des eaux du Jura, en particulier le projet du grison Richard La Nicca de détourner le cours de l'Aar dans le lac de Bienne.
Personnalité politique, il est successivement Conseiller d'État du canton de Berne, puis Conseiller national du 6 novembre 1848 au 2 décembre 1866. Pendant sa carrière politique, son ancrage politique à gauche du parti radical-démocratique le fait traiter de « communiste » dans les années 1850. Toutefois, pendant la guerre du Sonderbund, il préside par intérim la Diète fédérale entre le 5 novembre 1847 et le 2 décembre 1847 et, est même pressenti lors de l'élection des Conseillers fédéraux de 1851 où il pousse au second tour d'élection Ulrich Ochsenbein qui sera finalement réélu avec 90 voix contre 59 en faveur de Schneider.

## Publications
- (de) Das Seeland der Westschweiz und die Korrektionen seiner Gewässer, eine Denkschrift von Dr. Johann Rudolf Schneider, E. W. Krebs, 1881, 209 p. (ASIN B001D735G0)